# Euzebije Cezarejski
Euzebije Cezarejski (oko 265. – 340.) bio je biskup u Cezareji Primorskoj, glavnom gradu tadašnje Palestine (danas u Izraelu). Autor je djela na grčkom jeziku.

## Životopis
Točno mjesto i datum Euzebijeva rođenja nisu poznati, a malo je znano i o njegovoj mladosti. U Antiohiji je upoznao prezbitera Doroteja, te od njega vjerojatno primio i pouku u egzegezi. 296. nalazi se u Palestini, te ondje svjedoči Konstantinovu dolasku u pohode Dioklecijanu. Bio je u Cezareji dok je biskup u tome gradu bio Agapije. U tom se razdoblju sprijateljuje s Pamfilijem, s kojim je zajedno proučavao biblijski tekst, pomažući se Origenovom Heksaplom i komentarima što ih je prikupio Pamfilije.
Godine 307. Pamfilije je bačen u tamnicu, a Euzebije privodi kraju zajednički započet posao. Potom odlazi u Egipat, gdje doživljava i svoje prvo progonstvo.
Godine 313. izabran je za biskupa u Cezareji, jer je bio prijatelj cara Konstantina. Na Prvom nicejskom saboru zauzao je pomirljiv stav, te želio postići kompromis između zagovornika arijanstva i njihovih protivnika. Ispovijed vjere što ju je on predložio postala je, čini se, temeljem Nicejskog vjerovanja prihvaćenog na tom saboru.
I nakon Nicejskog sabora Euzebije će biti uključen u borbe oko arijanstva, te se zajedno s Atanazijem Aleksandrijskim (koji je kasnije bio progonan 335.) bori za pravovjerni nauk. Ubrzo nakon Konstantinove smrti umire i Euzebije, vjerojatno u Cezareji.

## Djela
Od njegova opširnog književnog djela valja spomenuti Ljetopis (grč. Hronikon), koji se smatra pretečom svih kasnijih kronoloških djela u crkvenoj povijesti, te Crkvenu povijest, koja obrađuje prva stoljeća kršćanstva. U Ljetopisu je, čini se, koristio danas izgubljene Manetonove spise, kad je riječ o povijesti Egipta. Usto, značajno je i Euzebijevo djelo Vita Constantini (Konstantinov život), u kojem, osim što donosi podatke iz života ovog cara, često i pretjerano uljepšane, donosi i vijesti o kršćanstvu u Jeruzalemu i Palestini, te utjecaju Konstantinove majke Helene na gradnju kršćanskih svetišta.
Važan je i njegov rad na biblijskom tekstu što ga je, vjerojatno, već bio započeo Origen. Euzebije se osobito bavio Novim zavjetom.